# Eadwulf I de Northúmbria
Eadwulf va ser rei de Northúmbria des de la mort d'Aldfrith el desembre del 704 fins al febrer o març del 705, quan el fill d'Aldfrith, Osred va ser restaurat en el tron.
Osred era encara un noi quan el seu pare va morir i es creu que Eadwulf va usurpar el tron. Es desconeix quina relació de parentiu tenia Eadwulf amb la dinastia governant de Northúmbria, si és que en tenia cap, però podria ser que tingués alguna ascendència amb els Eoppingues.
Al començament sembla que Eadwulf va tenir el suport d'un noble anomenat Berhtfrith, fill de Berhtred, senyor del territori fronterer al nord de Bernícia, en l'actual Lothian, a la vora del riu Forth. Però aviat va haver una crisi de govern. El bisbe Wilfrid, que havia estat exiliat per Aldfrith, desitjava tornar a Northúmbria. Eadwulf volia mantenir el bisbe en l'exili, però sembla que Berhtfirth estava a favor del retorn de Wilfrid. Va esclatar una breu guerra civil que va acabar amb un setge a Bamburgh, i que va guanyar el bàndol de Berhtfrith, en el qual també estaven els partidaris d'Osred. Acabat el conflicte Osred el va substituir en el tron.
Sembla que Eadwulf va acabar en l'exili a Dál Riata o potser al país dels pictes, ja que la seva mort és narrada en els annals de l'Ulster, en el capítol de l'any 717. El seu fill, anomenat Earnwine va ser assassinat per ordres d'Eadberht de Northúmbria el 740. El besnet d'Eardwulf i el seu fill Eanred van ser posteriorment reis de Northúmbria.